# Marrān-e Soflá
Marrān-e Soflá (persiska: مرّان سفلی, Marān-e Soflá, مَرانِ سُفلَى) är en ort i Iran.   Den ligger i provinsen Kurdistan, i den nordvästra delen av landet, 400 km väster om huvudstaden Teheran. Marrān-e Soflá ligger 2 141 meter över havet och antalet invånare är 167.
Terrängen runt Marrān-e Soflá är platt åt nordväst, men åt sydost är den kuperad. Terrängen runt Marrān-e Soflá sluttar söderut. Runt Marrān-e Soflá är det ganska glesbefolkat, med 28 invånare per kvadratkilometer. Närmaste större samhälle är Shālī Shal, 6,4 km sydost om Marrān-e Soflá. Trakten runt Marrān-e Soflá består i huvudsak av gräsmarker.